# São Martinho do Bispo
São Martinho do Bispo é uma localidade portuguesa do município de Coimbra, sede de paróquia da Diocese de Coimbra, e que foi sede da extinta Freguesia de São Martinho do Bispo, freguesia que tinha 16,96 km² de área e 14 147 habitantes (2011), e, por isso, uma densidade populacional de 834,1 hab/km².
A Freguesia de São Martinho do Bispo foi extinta em 2013, tendo sido agregada à Freguesia de Ribeira de Frades para criar a São Martinho do Bispo e Ribeira de Frades com sede em São Martinho do Bispo.

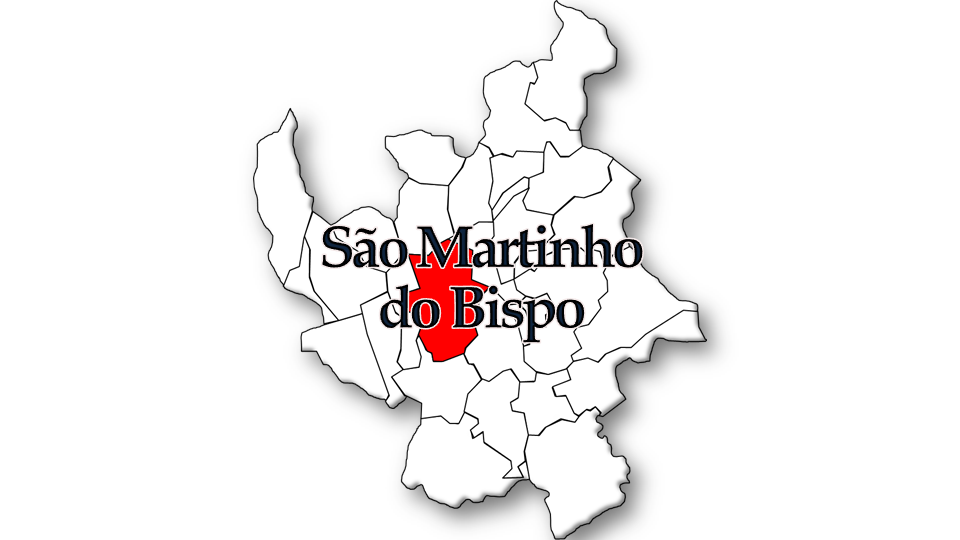
Localização no Município de Coimbra

## População
| População da freguesia de São Martinho do Bispo | População da freguesia de São Martinho do Bispo | População da freguesia de São Martinho do Bispo | População da freguesia de São Martinho do Bispo | População da freguesia de São Martinho do Bispo | População da freguesia de São Martinho do Bispo | População da freguesia de São Martinho do Bispo | População da freguesia de São Martinho do Bispo | População da freguesia de São Martinho do Bispo | População da freguesia de São Martinho do Bispo | População da freguesia de São Martinho do Bispo | População da freguesia de São Martinho do Bispo | População da freguesia de São Martinho do Bispo | População da freguesia de São Martinho do Bispo | População da freguesia de São Martinho do Bispo |
| ----------------------------------------------- | ----------------------------------------------- | ----------------------------------------------- | ----------------------------------------------- | ----------------------------------------------- | ----------------------------------------------- | ----------------------------------------------- | ----------------------------------------------- | ----------------------------------------------- | ----------------------------------------------- | ----------------------------------------------- | ----------------------------------------------- | ----------------------------------------------- | ----------------------------------------------- | ----------------------------------------------- |
| 1864                                            | 1878                                            | 1890                                            | 1900                                            | 1911                                            | 1920                                            | 1930                                            | 1940                                            | 1950                                            | 1960                                            | 1970                                            | 1981                                            | 1991                                            | 2001                                            | 2011                                            |
| 3212                                            | 3662                                            | 4052                                            | 4470                                            | 5113                                            | 5229                                            | 6023                                            | 6225                                            | 7666                                            | 8534                                            | 9581                                            | 12318                                           | 12484                                           | 14246                                           | 14147                                           |

## Ordenação Heráldica
Eram os seguintes os símbolos da antiga freguesia de São Martinho do Bispo:
- Brasão: Escudo verde, custódia de prata com ostensório, raiado de ouro, acompanhado em chefe de uma mitra episcopal do mesmo, forrada de vermelho e entre uma espiga de milho à dextra e uma pinha à sinistra, ambas de ouro; em ponta, três faixetas ondadas de prata e azul. Coroa mural de prata de três torres. Listel branco com a legenda a negro, em maiúsculas: "S. MARTINHO DO BISPO".

- Bandeira: De amarelo, cordões e borlas de ouro e verde. Haste e lança de ouro.

## Património
- Casa do Bispo (Coimbra)
  - A Casa do Bispo encontra-se na Escola Superior Agrária de Coimbra, em São Martinho do Bispo, escola esta, Centenária e de grande dimensão no panorama educativo na área das ciências agrárias.
- Igreja Paroquial
- Capela da Senhora dos Remédios, em Fala
- Capela de Nossa Senhora da Tocha, em Montessão
- Capela de São Francisco, nos Casais
- Capela do Espírito Santo
- Capela no lugar de Pé de Cão
- Capela da Nª Senhora das Necessidades, no lugar de Casas Novas
- Capela de Nª Senhora da Glória e Stº André no lugar da Póvoa.

## Associações
- Grupo Regional de Danças e Cantares do Mondego
- Grupo Folclórico "Ceifeiras da Corujeira"
- Grupo de Cantares da Casa do Povo de São Martinho do Bispo
- Grupo Folclórico Camponeses de Montessão
- Grupo Folclórico Mártir São Sebastião
- Grupo Regional Danças e Cantares do Mondego
- Agrupamento de Escuteiros 893
- Centro Social de São João
- Associação Recreativa do Espírito Santo das Touregas
- Comissão Pró Desporto e Cultura da Póvoa de São Martinho
- Centro Cultural das Casas Novas
- Associação de Estudantes da Escola Agrária de Coimbra - Secção de Rugby
- Clube Recreativo Vigor da Mocidade
- Esperança Atlético Club
- Associação Recreativa Casaense
- Casa do Povo de São Martinho do Bispo
- Centro Hípico de Coimbra
- Clube Auticaravanista do Centro Cultural e Lazer (CAC-CL)
- Centro Sócio Cultural Polivalente "S. Martinho"

Sporting Clube da Póvoa 

## Localidades
Além da sede, as seguintes localidades faziam parte da extinta Freguesia de São Martinho do Bispo:
- Casais
- Casas Novas
- Póvoa de São Martinho do Bispo
- Fala
- Espírito Santo das Touregas (São Martinho do Bispo)